# Salmoneloză
Salmoneloza este o infecție cu bacterii din specia Salmonella. Există peste 2500 serotipuri de Salmonella. În cele ce urmează ne vom referi în special la infecția cu Salmonella Enteritidis, infecțiile cu Salmonella Typhi și Paratyphi (febra tifoidă) fiind în România excepționale și în general de import.
Bacteria Salmonella trăiește în tractul intestinal al animalelor infectate și la om și poate contamina o varietate de alimente, cum ar fi carne, ouă, lapte, fructe de mare, legume, fructe.
Simptomele infecției cu Salmonella - salmoneloza - sunt, de obicei, gastro-intestinale: diaree (uneori cu sânge), febră, greață, vomă, crampe abdominale. Aceste simptome pot fi severe, în special la copiii mici, persoanele în vârstă și persoanele cu sistemul imunitar slăbit (cum ar fi cele cu HIV / SIDA, cancer, diabet, boli de rinichi). Simptomele pot să apară după 6 - 72 ore de la infectarea cu bacteria Salmonella (perioada de incubație) și durează în general până la o săptămână. În cazurile severe, diareea poate fi atât de gravă, iar deshidratarea atât de accentuată încât bolnavul trebuie spitalizat pentru a i se administra lichide și electroliți intravenos.